# Vitkronad strömstare
Vitkronad strömstare (Cinclus leucocephalus) är en fågel i familjen strömstarar inom ordningen tättingar.

## Utseende och läte
Vitkronad strömstare är en satt fågel tydligt tecknad i vitt och svart, med tydligt vitt på hjässa och undersida. Könen är lika. Lätet är ett genomträngande "dzeet!" som framför allt hörs i flykten. 

## Utbredning och systematik
Vitkronad strömstare delas in i tre distinkta underarter:
- rivularis – förekommer i Sierra Nevada de Santa Marta (nordöstra Colombia)
- leuconotus – förekommer i bergstrakter i Colombia till västra Venezuela och Ecuador
- leucocephalus – förekommer i bergstrakter i Peru och Bolivia

## Levnadssätt
Vitkronad strömstare hittas vid bergsbelägna snabbt rinnande vattendrag, från 700 till 3500 meters höjd. Den ses enstaka eller i par, sittande på stenar i vattnet eller flygande utmed vattendraget.

## Status
Arten har ett stort utbredningsområde och beståndet anses stabilt. Internationella naturvårdsunionen IUCN listar den därför som livskraftig (LC).